# Associação Internacional de Esportes da Mente
A Associação Internacional de Esportes da Mente (IMSA) é uma associação formada pelas federações internacionais de xadrez, bridge, damas, go e pôquer. Os membros incluem a Federação Internacional de Bridge, Federação Internacional de Xadrez, Federação Internacional de Damas e Federação Internacional de Pôquer. A IMSA foi fundada em 19 de abril de 2005, e é membro da Associação Geral das Federações Esportivas Internacionais.
Os primeiros Jogos Mundiais de Esportes Mentais foram disputados em Pequim durante 3 de outubro e 18 de outubro.